# 니스포레니구
니스포레니구(루마니아어: Nisporeni)는 몰도바 중부에 위치한 구로 행정 중심지는 니스포레니이며 면적은 630km2, 인구는 66,800명(2011년 기준)이다. 남서쪽으로는 프루트강을 경계로 루마니아와 국경을 접하며 북서쪽으로는 운게니 구, 북동쪽으로는 컬러라시 구, 동쪽으로는 스트러셰니 구, 남쪽으로는 흔체슈티 구와 접한다.